# Landesdatenschutzgesetz (Mecklenburg-Vorpommern)
Das Datenschutzgesetz für das Land Mecklenburg-Vorpommern (DSG M-V) ist eines von 16 Landesdatenschutzgesetzen in Deutschland. Es wurde 1992 im Land Mecklenburg-Vorpommern zum Schutz des Individualrechts auf informationelle Selbstbestimmung erlassen. In diesem Sinne regelt es zusammen mit anderen bereichsspezifischeren Vorschriften den behördlichen bzw. öffentlich-rechtlichen Umgang mit personenbezogenen Daten, die in IT-Systemen oder manuell verarbeitet werden.

## Inhalt des DSG M-V
Das DSG M-V besteht aus sieben Abschnitten: 
- Im ersten Abschnitt (§§ 1–6) werden allgemeine und gemeinsame Bestimmungen erläutert,
- im zweiten Abschnitt (§§ 7–23) die Verarbeitung von personenbezogenen Daten und
- im dritten Abschnitt (§§ 24–28) die Rechte des Betroffenen geregelt.
- Der vierte Abschnitt (§§ 29–33b) enthält die Vorschriften für die Landesbeauftragte für den Datenschutz,
- im fünften Abschnitt (§§ 34–39) werden Besondere Regelungen und
- im sechsten Abschnitt (§§ 40–41) werden Vorschriften über Personenbezogene Daten ehemaliger Einrichtungen genannt.
- Der siebente Abschnitt (§§ 42–45) enthält Bußgeld-, Straf-, Übergangs- und Schlussvorschriften.